# Ulf von Euler
Ulf Svante von Euler (Estocolmo, Suecia, 7 de febrero de 1905 - íd. 8 de marzo de 1983) fue un médico, farmacólogo y profesor universitario sueco galardonado con el Premio Nobel de Fisiología o Medicina del año 1970.

## Biografía
Era hijo del bioquímico Hans von Euler-Chelpin, Premio Nobel de Química de 1929. Estudió medicina en el Instituto Karolinska de Estocolmo, donde se doctoró en 1930, centro donde ejerció de docente durante toda su vida. Amplió sus estudios con una estancia en Inglaterra junto a Henry Hallett Dale y Archibald Vivian Hill, en Bélgica junto a Corneille Heymans y en Alemania con Gustav Embden.
En 1953 fue nombrado miembro de la Fundación Nobel, convirtiéndose en presidente en 1966, momento en el cual dejó de participar en la adjudicación de los premios.
von Euler se casó por primera vez con Jane Anna Margarethe Sodenstierna y desde 1958 con la condesa Dagmar Cronstedt, quien durante la Segunda Guerra Mundial transmitió algo de propaganda alemana a la neutral Suecia.

## Investigaciones científicas
Durante su estancia en Inglaterra en el laboratorio de Henry Dale descubrió, junto con John H. Gaddum, el principio autofarmacológico denominado sustancia P. A su retorno a Estocolmo continuó su investigación en substancias activas o neurotransmisores, descubriendo la prostaglandina y la vesiglandina (1935), la piperidina (1942) y la noradrenalina (1946).
En el Instituto Karolinska inició sus colaboraciones con Göran Liljestrand, desarrollando el mecanismo Euler-Liljestrand, una desviación arterial fisiológica en respuesta a la disminución del oxigenación local de los pulmones (vasoconstricción hipóxica). A partir de 1946, gracias al descubrimiento de la noradrenalina, una substancia clave en los impulsos mecánicos sobre el sistema nervioso simpático y su acción sobre los mecanismos involuntarios como la respiración, la reacción a estímulos exteriores o la dilatación vascular. Von Euler y su equipo estudiaron a fondo su distribución en tejidos biológicos y en el sistema nervioso en condiciones fisiológicas y patológicas, y observaron como esta debe ser producida y almacenada en terminales sinápticos de los nervios en vesículas intracelulares. 
En 1970 fue galardonado con el Premio Nobel de Fisiología o Medicina por sus descubrimientos concernientes a las transmisiones químicas en las terminaciones nerviosas y el mecanismo de almacenaje y de inactivación de estos neurotransmisores, premio que compartió con Bernard Katz y Julius Axelrod.